# Petr Nekoranec
Petr Nekoranec (* 25. března 1992, Nové Dvory u Polné) je český operní pěvec, tenorista, sólista Opery Národního divadla.

## Biografie
Petr Nekoranec se narodil 25. března 1992 v Nových Dvorech u Polné. V mládí měl rád chemii, ale nejraději ze všeho se věnoval zpěvu. Zpěv začal  studovat na Základní umělecké škole (ZUŠ) v Polné u Arnoštky Zemanové. V roce 2011 odmaturoval na Střední odborné škole pedagogické v Čáslavi. Poté vystudoval obor klasický zpěv na Konzervatoři Pardubice u pěvkyně a pěvecké pedagožky Jarmily Chaloupkové. Jeho pěveckými vzory jsou italští operní pěvci Titto Skipa a Banjamino Gigli, italský tenorista Luciano Pavarotti, peruánský operní pěvec Juan Diego Flórez nebo česká pěvkyně Jarmila Novotná.
Spolupracuje rovněž s italským operním tenoristou a pedagogem Antoniem Carangelem. 

## Pěvecká dráha
V letech 2014 až 2016 byl Petr Nekoranec členem operního studia Bavorské státní opery v Mnichově. Tady vytvořil několik rolí a to včetně titulních rolí v Rossiniho komické opeře Hrabě Ory a v Brittenově komické opeře Albert Herring (za tuto roli získal dne 28. listopadu 2016 v Mnichově Bavorskou uměleckou cenu.)
V letech 2016 až 2018 byl frekventantem dvouročního Lindemannova programu v newyorské Metropolitní opeře. 
V letech 2018 až 2020 byl sólistou Státní opery Stuttgart, kde se představil mj. jako Almaviva (Lazebník sevillský), Ramiro (Popelka) a Ernesto (Don Pasquale). V sezóně 2021/2022 se stal sólistou Opery Národního divadla v Praze.

### Operní role
Výběr, řazeno chronologicky.
- servitore (Bohuslav Martinů: Mirandolina), 2014, Bavorská státní opera Mnichov
- Albazar (Gioachino Rossini: Turek v Itálii), 2014, Bavorská státní opera Mnichov
- Parpignol (Giacomo Puccini: Bohéma), 2015, Bavorská státní opera Mnichov
- Giuseppe (Giuseppe Verdi: La Traviata), 2015, Bavorská státní opera Mnichov
- hrabě Ory (Gioachino Rossini: Hrabě Ory), 2015, Bavorská státní opera Mnichov
- Wilhelm (Jacques Offenbach: Hoffmannovy povídky), 2015, Bavorská státní opera Mnichov
- Důstojník (Richard Strauss: Ariadna na Naxu), 2015, Théâtre des Champs-Élysées
- Albert Herring (Benjamin Britten: Albert Herring), 2016, Bavorská státní opera Mnichov
- hrabě Ory (Gioachino Rossini: Hrabě Ory), 2017, Národní divadlo Brno[7]
- hrabě Almaviva (Gioachino Rossini: Lazebník sevillský), 2018, Státní opera Stuttgart
- Don Ramiro (Gioachino Rossini: Popelka), 2018, Státní opera Stuttgart
- Ernesto (Gaetana Donizetti: Don Pasquale), 2019, Státní opera Stuttgart
- Asprando (Nicola Porpora: Carlo Il Calvo), Markraběcí divadlo v Bayreuthu, Theater an der Wien, Amsterdam
- Tamino (Wolfgang Amadeus Mozart: Kouzelná flétna), od 2021, Národní divadlo Praha
- Don Ottavio (Wolfgang Amadeus Mozart: Don Giovanni), od 2021, Slovenské národné divadlo
- Iain Bell: Comfort Starving, 2021, Świdnica, Krakov
- hrabě Almaviva (Gioachino Rossini: Lazebník sevillský), 2021, Národní divadlo Praha
- Ferrando (Wolfgang Amadeus Mozart: Così fan tutte), 2022, Národní divadlo Praha
- Tamino (Wolfgang Amadeus Mozart: Kouzelná flétna), 2022, Národní divadlo Brno
- Oronte (Georg Friedrich Händel: Alcina), 2022, Teatro del Maggio Musicale Fiorentino
- Romeo (Charles F. Gounod: Roméo et Juliette), 2023, Státní opera Praha
- Pylade (Christoph W. Gluck: Iphigénie en Tauride), 2023, Opéra national de Lorraine
- Peppe (Ruggero Leoncavallo: KomediantiKomedianti), 2023, Státní opera Praha
- Nemorino (Gaetano Donizetti: Nápoj lásky), 2023, Státní opera Praha
- David (Marc-Antoine Charpentier: David et Jonathas), 2023, Caen, Nancy, Paříž, Lucemburk

### Koncertní činnost
Výběr, řazeno chronologicky.
- červen 2017 cyklus letních recitálů newyorské Metropolitní opery[8]
- 19. června 2018 uvedení Mascagniho Messa di Gloria na festivalu Prague Proms ve Smetanově síni Obecního domu[9]
- 7. května 2019 v rámci řady Stará hudba v kostele sv. Šimona a Judy[10]
- 3. listopadu 2019 koncert Dva tenoři! se Stephenem Costellem ve Dvořákově síni Rudolfina[11]
- 16. září 2020 koncert V zajetí vysokých C, Pardubice[12]
- 3. června 2021 s Českou filharmonií v rámci festivalu Pražské jaro (Britten: cyklus Les Illuminations, op.18)[13]
- 16. června 2021 v Rossiniho Malé slavnostní mši v Národním divadle v Praze[14]
- 23. června 2021 závěrečný koncert sezony České filharmonie na Sychrově[15]
- 7. července 2021 s Janou Šrejma Kačírkovou na festivalu Smetanova Litomyšl[16]
- 24. července 2021 s klavíristou Vincenzem Scalerou na zámku ve svém rodišti v Polné[17]
- 19. září 2021 jako Svatý Václav v oratoriu Jan Zástěry Nádech věčnosti ve Vladislavském sále Pražského hradu[18]
- 8. prosince 2021 v oratoriu Eliáš Felixe Mendelssohn-Bartholdyho[19]
- 18. ledna 2022 operní galakoncert v Rudolfinu spolu s Herou H. Park a Emily D´Angelo[20]
- 13. února 2022 koncert "Rossini - z miłością" s Aleksandrou Opała a Hubertem Zapiórem ve Vratislavi[21]
- 8. listopadu 2022 koncert "Bell & Bel canto" s Dianou Damrau[22]
- 21. červen 2023 open air koncert s Českou filharmonií na Hradčanském náměstí[23]
- 26. červen 2023 koncert s Julianou Grigoryan v Rudolfinu[24]
- 29. červenec 2023 koncert s H. Hyesang Park a L. Sekgapenem v Polné

### Diskografie
V roce 2018 spolu s Simonou Šaturovou a Markétou Cukrovou za doprovodu klavíristy Vojtěcha Spurného natočil Moravské dvojzpěvy Antonína Dvořáka.
Na podzim roku 2019 vydalo hudební vydavatelství Supraphon profilové album French Arias, které Petr Nekoranec nahrál spolu s Českou filharmonií pod taktovkou dirigenta Christophera Franklina.
Nazpíval rovněž tenorový part v České mši vánoční Jakuba Jana Ryby s Českou filharmonií s dirigentem  Jiřím Bělohlávkem (2014), v roce 2021 také v úpravě skladatele a dirigenta Jiřího Trtíka.
Nahrávka vznikla také z bayreuthského nastudování Porporovy opery Carlo il Calvo, kde Petr Nekoranec ztvárnil roli Aspranda.

## Ocenění
Výběr, řazeno chronologicky.
- V roce 2013 obdržel druhou cenu v kategorii Junior na Mezinárodní pěvecké soutěži Antonína Dvořáka v Karlových Varech[6]
- v červenci roku 2014 se stal ve Vídni vítězem 1. ročníku Mezinárodní pěvecké soutěže nesoucí jméno bulharsko-rakouské herečky a operní zpěvačky (sopranistky) Ljuby Welitsch (1913–1996)[6]
- v září roku 2014 obsadil druhé místo ve světové pěvecké soutěži Concours International de Chant v městě Toulouse v jihozápadní Francii[6]
- v srpnu roku 2015 se probojoval do semifinále Mezinárodní pěvecké soutěže královny Sonji v norském hlavním městě Oslu[6]
- v lednu roku 2017 se stal absolutním vítězem Mezinárodní pěvecké soutěže Francesca Viñase, konané v Gran Teatre del Liceu ve španělské Barceloně (tady získal také Cenu Plácida Dominga)[6]
- v lednu roku 2018 převzal prestižní cenu Classic Prague Awards v kategorii Talent roku 2017[6]
- v roce 2021 se umístil na druhém místě soutěže Vinceró k poctě Enrica Carusa v Neapoli[27]
- v roce 2022 získal Cenu Jiřího Bělohlávka pro umělce do 30 let[28]
- v roce 2023 obdržel Cenu ředitele Národního divadla pro umělce do 35 let[29]

Petr Nekoranec je držitelem dalších cen včetně ceny Mezinárodního hudebního festivalu Pražské jaro.